# Fatehpur-Sikri
 (août 2020).
Fatehpur-Sikri (persan : فاتح پور سیکری, hindi : फतेहपुर सीकरी, ourdou : فتحپور سیکری, IAST : Fatehpur-Sikrī) est une ville de l'État de l'Uttar Pradesh en Inde. Elle fut la capitale impériale de l'Empire moghol de 1571 à 1584. Construite par l'Empereur Akbar, parfaitement conservée depuis son abandon, elle est un témoignage remarquable de l'architecture indienne du XVIe siècle.

## Géographie
Fatehpur-Sikri est située à une quarantaine de kilomètres à l'ouest d'Agra, à proximité de la frontière avec l'État du Rajasthan, et à une vingtaine de kilomètres à l'est de Bharatpur.

## Histoire
Akbar monte sur le trône à l'âge de 14 ans, après la disparition prématurée de son père, Humâyûn, en 1556. Aussitôt que son pouvoir est assuré, il se consacre à la fondation de sa capitale à Agra et à l'aménagement de son Fort Rouge. Cependant, comme souvent pour les dirigeants de l'Inde, Akbar désire construire pour capitale une ville nouvelle et porte son choix sur un site près d'Agra.
L'empereur, sans héritier, avait l'habitude de se rendre dans le village de Sikri où vivait un ermite soufi Salim Chishti (1480-1572) dont il recherchait les bénédictions. Les visites d'Akbar portèrent leur fruit car il eut bientôt trois fils. Pour rendre grâce, il décida d'édifier sa nouvelle capitale sur le site.
Fatehpur-Sikri fut abandonnée en 1585 au profit de Lahore, plus près de l'agitation des tribus afghanes, sur les marches occidentales de l'empire et ne fut plus jamais réoccupée, sauf durant trois mois par Jahângîr, en 1619, lorsque la peste faisait rage à Agra. Elle reste la plus préservée des villes fantômes de l'Inde.

## Lieux et monuments
La ville est construite sur un plateau rocheux et occupe un espace rectangulaire de 3,5 km de long sur 1,5 km de large. Elle est en partie entourée d'un mur d'enceinte crènelé de 6 km percé de neuf portes. Elle surplombait une ville basse destinée au peuple dont il ne reste pas de traces.
Fatehpur-Sikri offre un mélange unique de différentes traditions architecturales. Bien que la disposition générale et la conception des bâtiments se conforment au modèle islamique, les bâtiments eux-mêmes, en majorité des palais, et leur ornementation, colonnes, voûtes fleuries, décors sculptés, présentent une influence fortement hindoue, de façon générale, plus particulièrement les styles gujarati et rajasthani.
Il y a un certain nombre de bâtiments dans le complexe de Fatehpur-Sikri. Chacun de ces petits palais a un but spécifique et fait face généralement à une cour.
- Le Divan-i Am, ou Hall des audiences publiques, est un espace clos entouré de colonnades et comportant un vaste espace découvert où se tenaient les plaignants et les courtisans. Sur le côté ouest de ce bâtiment se trouve le pavillon où l'empereur s'installait, entouré par ses proches.

- Le Divan-i Khas, ou Hall des audiences privées, utilisé pour les affaires d'état, confidentielles, diplomatiques et religieuses, se trouve juste derrière. Le Divan-i Khas est célèbre pour son pilier central décoré dans le style gujarati, complexe et fleuri.

- Le Daulat Khana ou Pavillon de l'astrologue était plus vraisemblablement un bureau du gouvernement où les comptes étaient tenus car Daulat Khana veut dire « trésor ».

- Le bâtiment le plus étonnant de Fatehpur-Sikri est certainement le Panch Mahal, palais à cinq étages, ouvert à tous vents. Les deux premiers niveaux sont de taille équivalente alors que les suivants vont en diminuant en taille. Au sommet, on trouve un simple pavillon. Chaque niveau est supporté par des piliers. À l'origine, on trouvait des jali, ces claustras de pierre finement sculptées, entre les piliers. Le pavillon était destiné aux femmes de la maison impériale et du harem. Depuis celui-ci, on a une vue panoramique sur la cité impériale, avec ses bâtiments, ses palais et les cours qui les relient.

- Le pavillon de la Sultane turque est célèbre pour ses panneaux finement sculptés de scènes de la vie sauvages, d'oiseaux et de feuillage.

- Près du Divan-i Am, on peut voir un bassin appelé Anup Talao où quatre passerelles rejoignent une plate-forme centrale. C'est là que le plus grand musicien de la tradition indienne, Tansen, s'installait pour donner ses concerts. Les appartements privés d'Akbar se trouvaient à proximité.

- Le palais de Jodh Bai, qui était une épouse rajput d'Akbar, auquel on accède par un imposant portail, est celui dont l'architecture est la plus manifestement gujarati et rajasthani.

- La palais de Mariyam ou Sunehra Makan, la maison Dorée, occupée par la mère de l'empereur.

- Le palais de Birbal, d'après le nom d'un ministre d'Akbar, mais qui n'y logeait probablement pas, le bâtiment se trouvant dans le harem.

- Le Jama Masjid, ou Grande Mosquée, est le centre sacré de Sikri. Elle se trouve à l'extrémité sud-ouest du site. Enclose d'un haut mur ouvert de passages sur trois côtés, elle enferme une grande cour intérieure de 111 sur 139 m, ce qui en faisait la plus grande de la période moghole. Elle abrite la tombe de Salim Chisti dont les bénédictions sont toujours recherchées par les femmes sans enfant. Originellement construite de grès rouge, comme le reste de la ville, elle a été recouverte plus tard de marbre blanc.

- La Sublime Porte, ou Buland Darwaza, haute de 40 m, commémore la victoire d'Akbar sur le Gujarat en 1575. On y accède par un large escalier qui ajoute à la majesté du bâtiment.

## Galerie

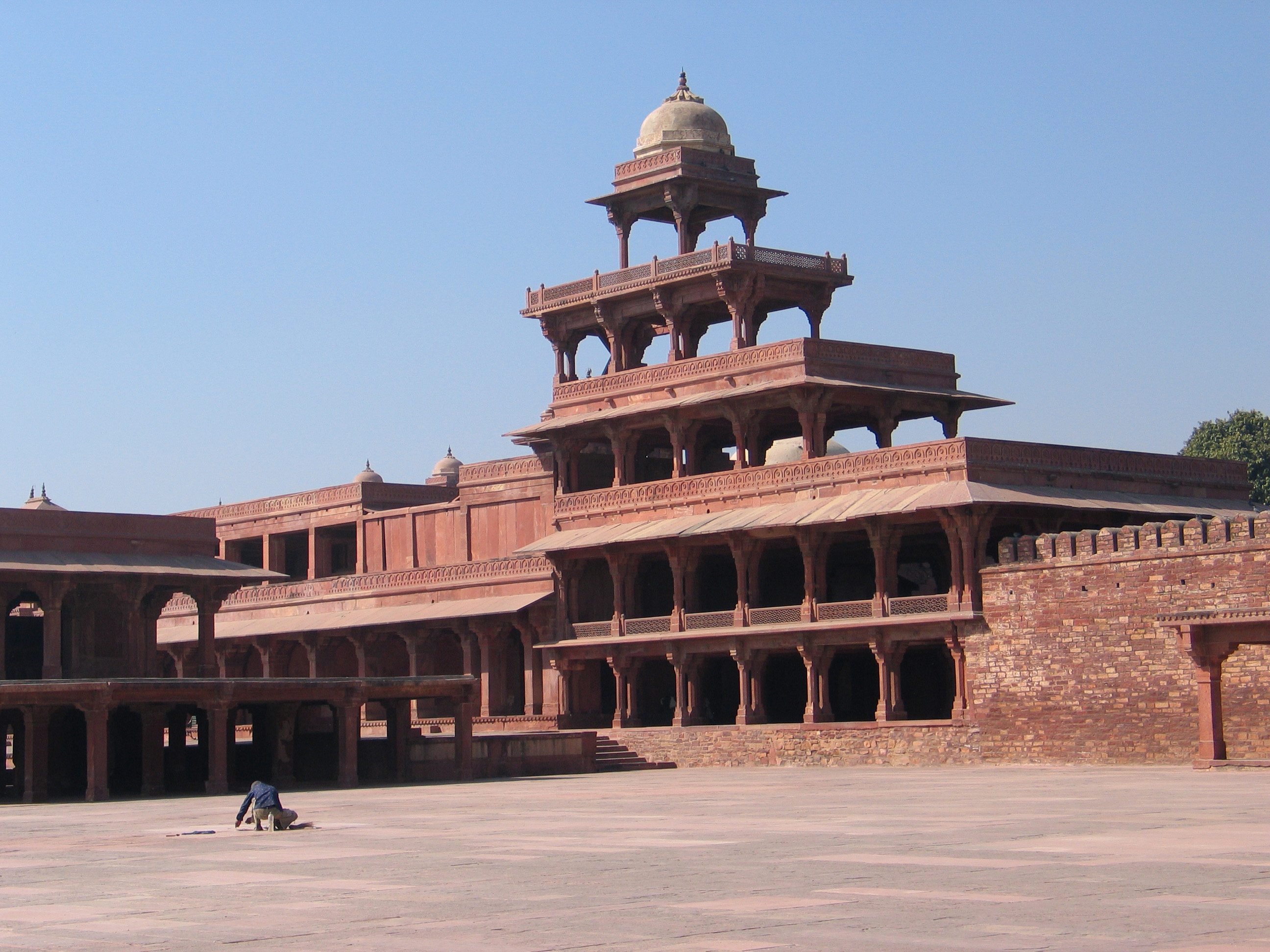
Le Panch Mahal
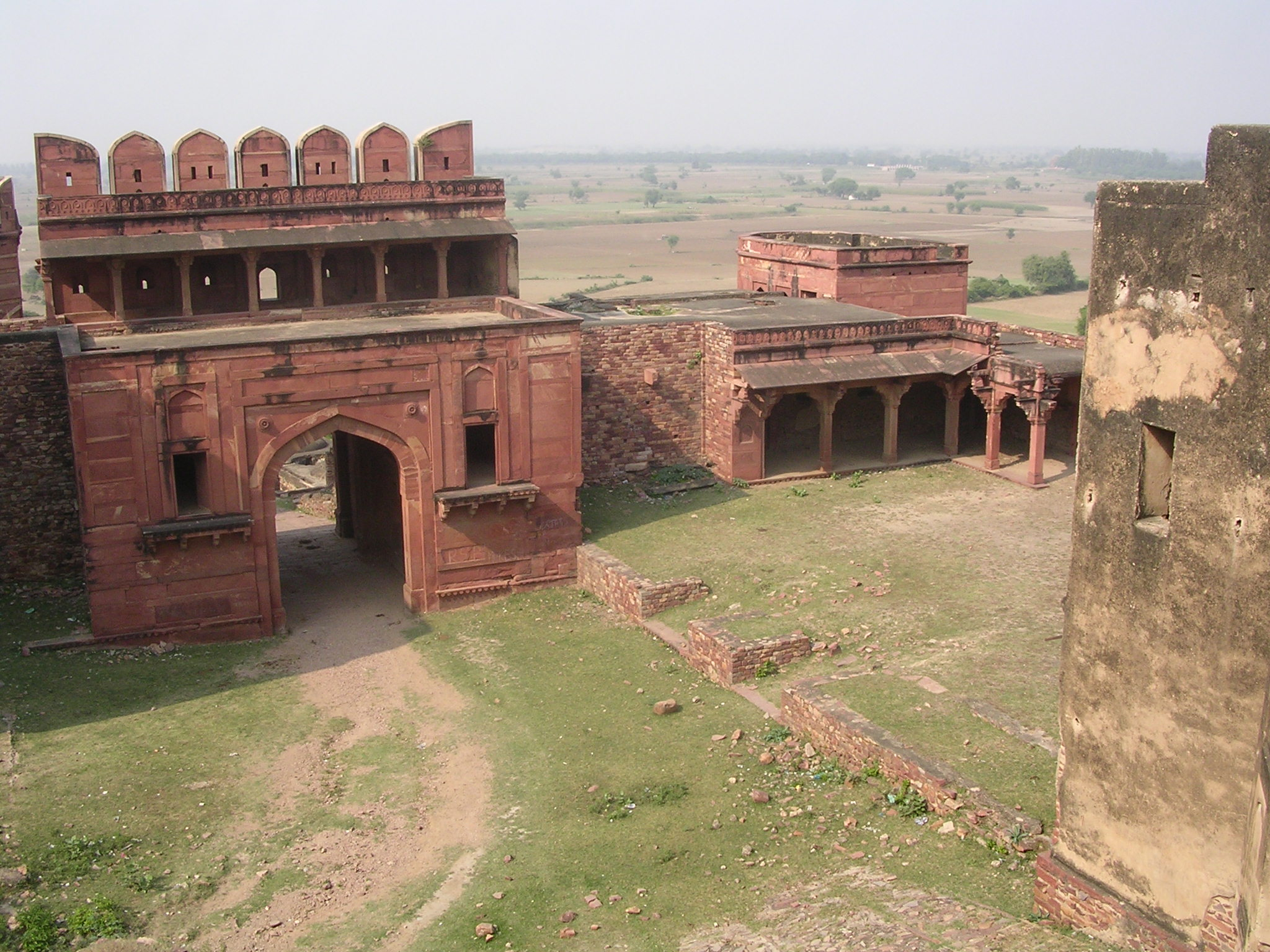
La Hoti Pol ou Porte des éléphants
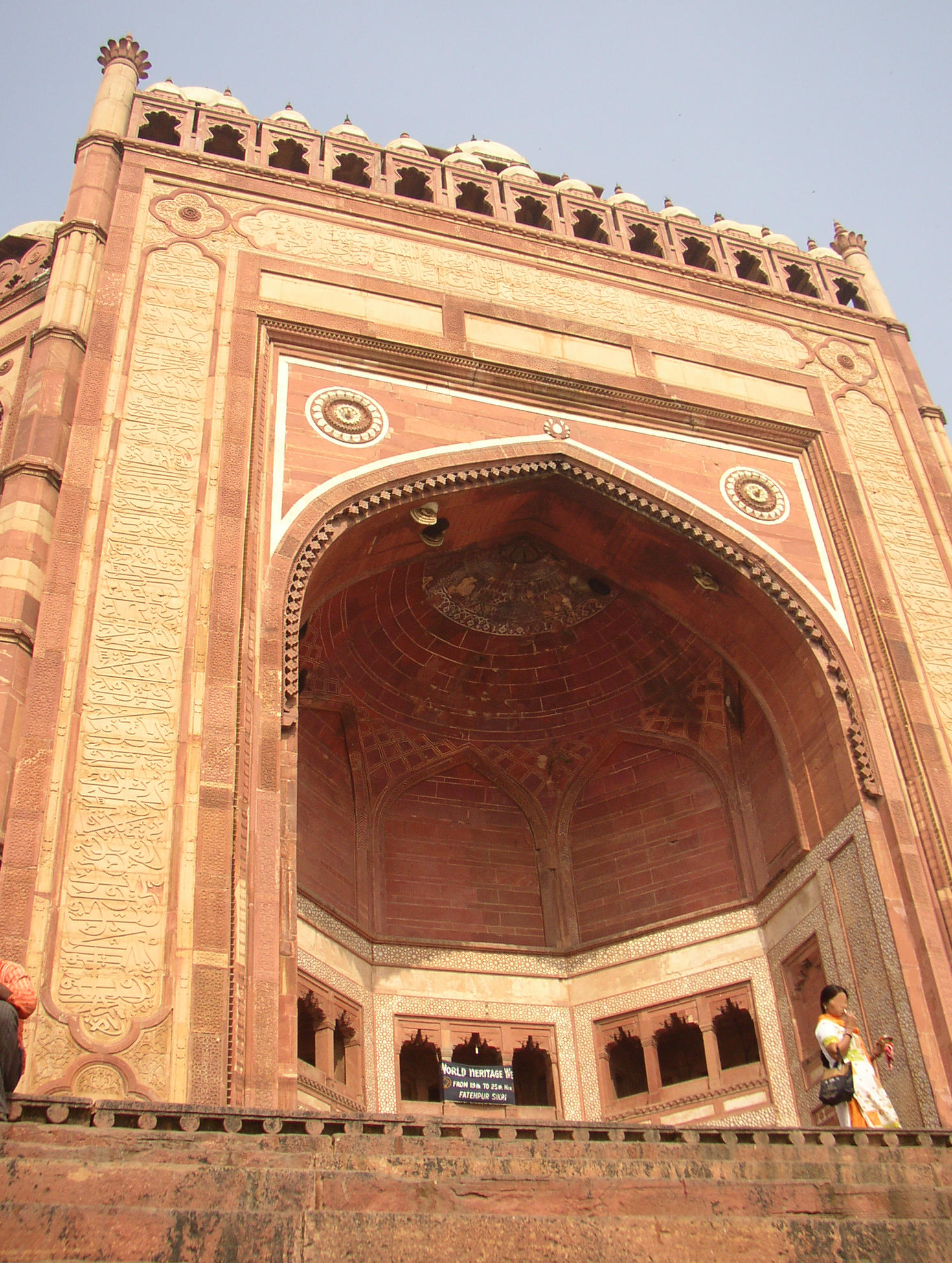
La Buland Darwaza ou Sublime Porte
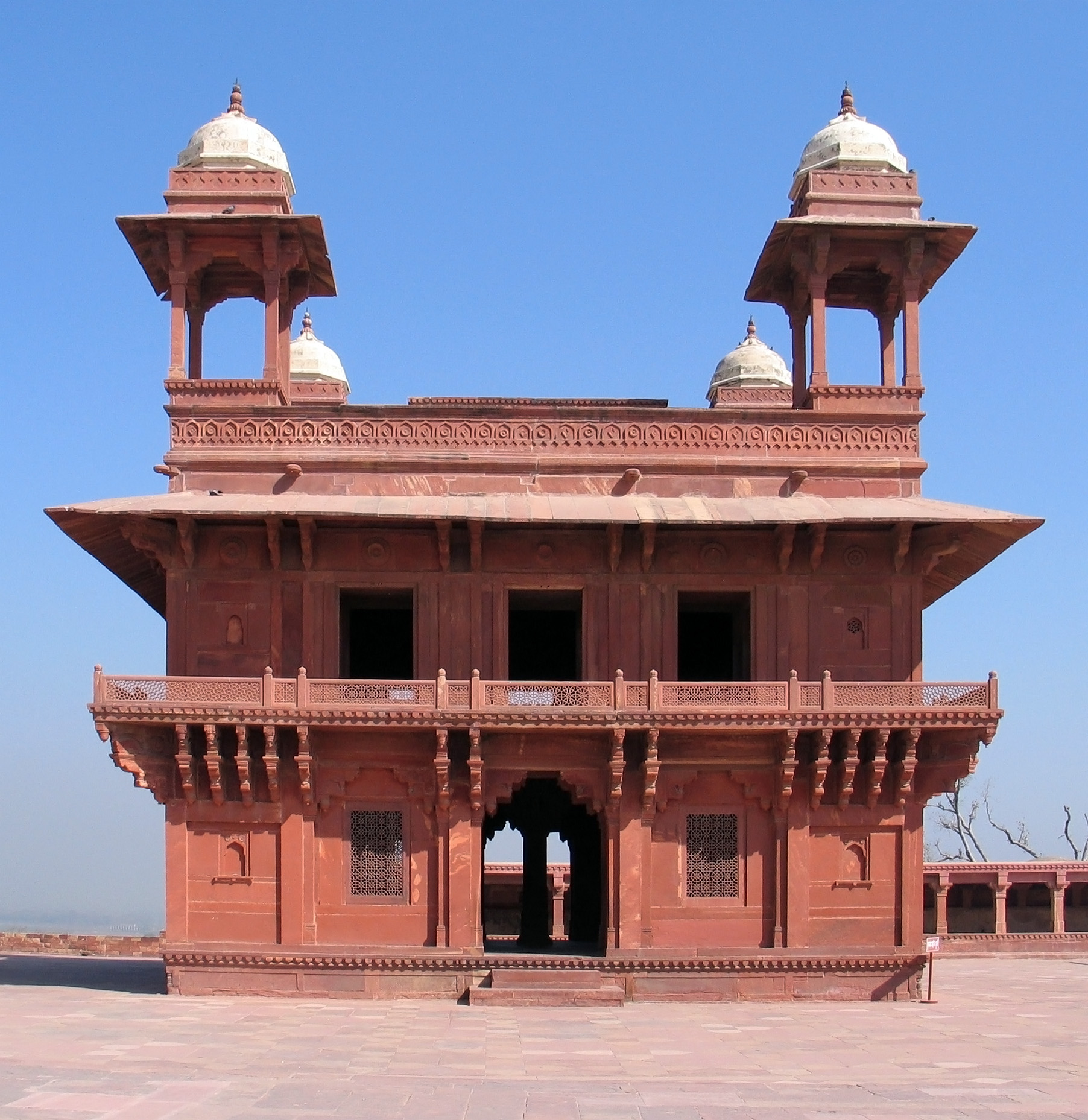
Divan-i Khas
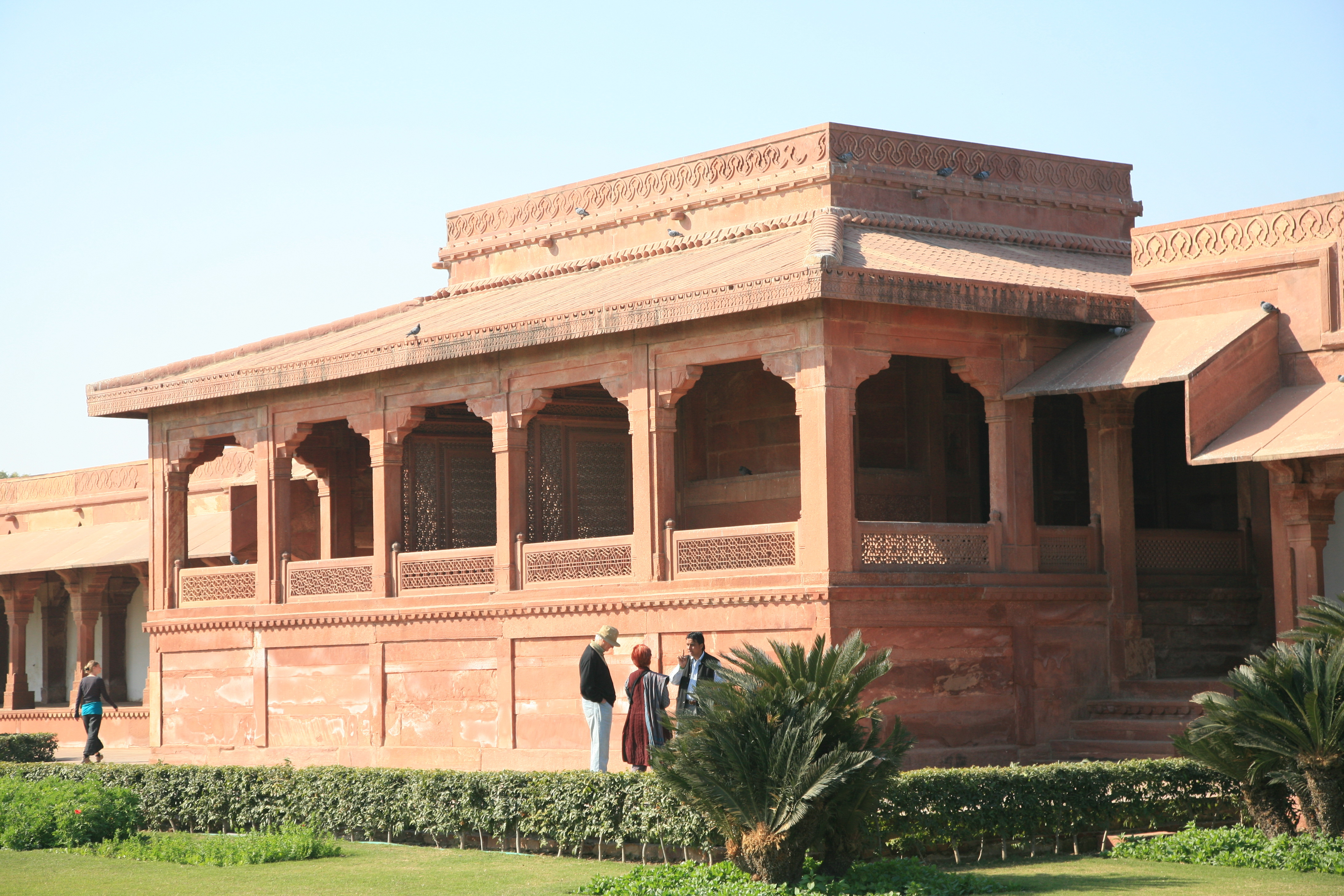
Le Divan-i Am
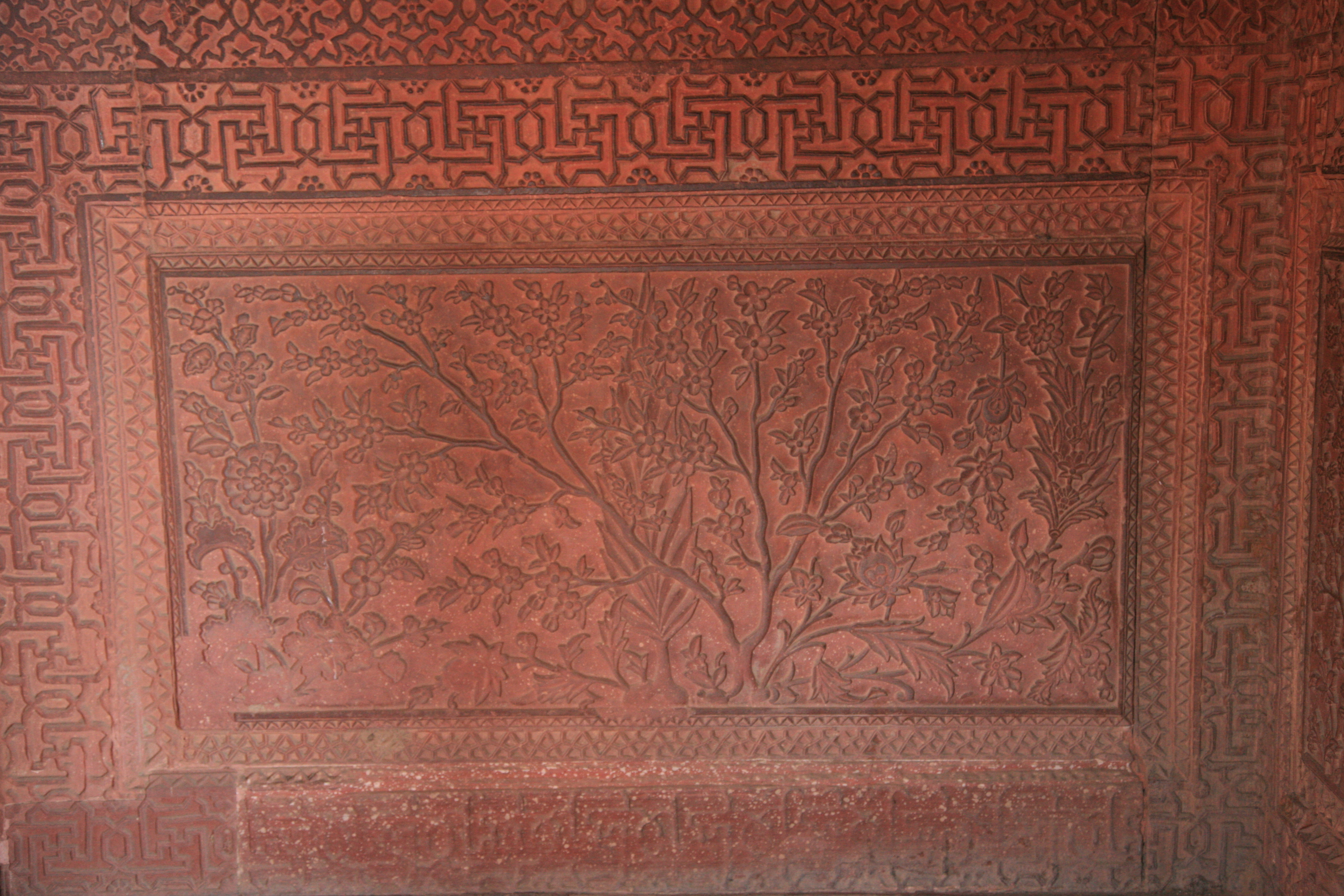
Panneau sculpté dans le pavillon de la Sultane Turque
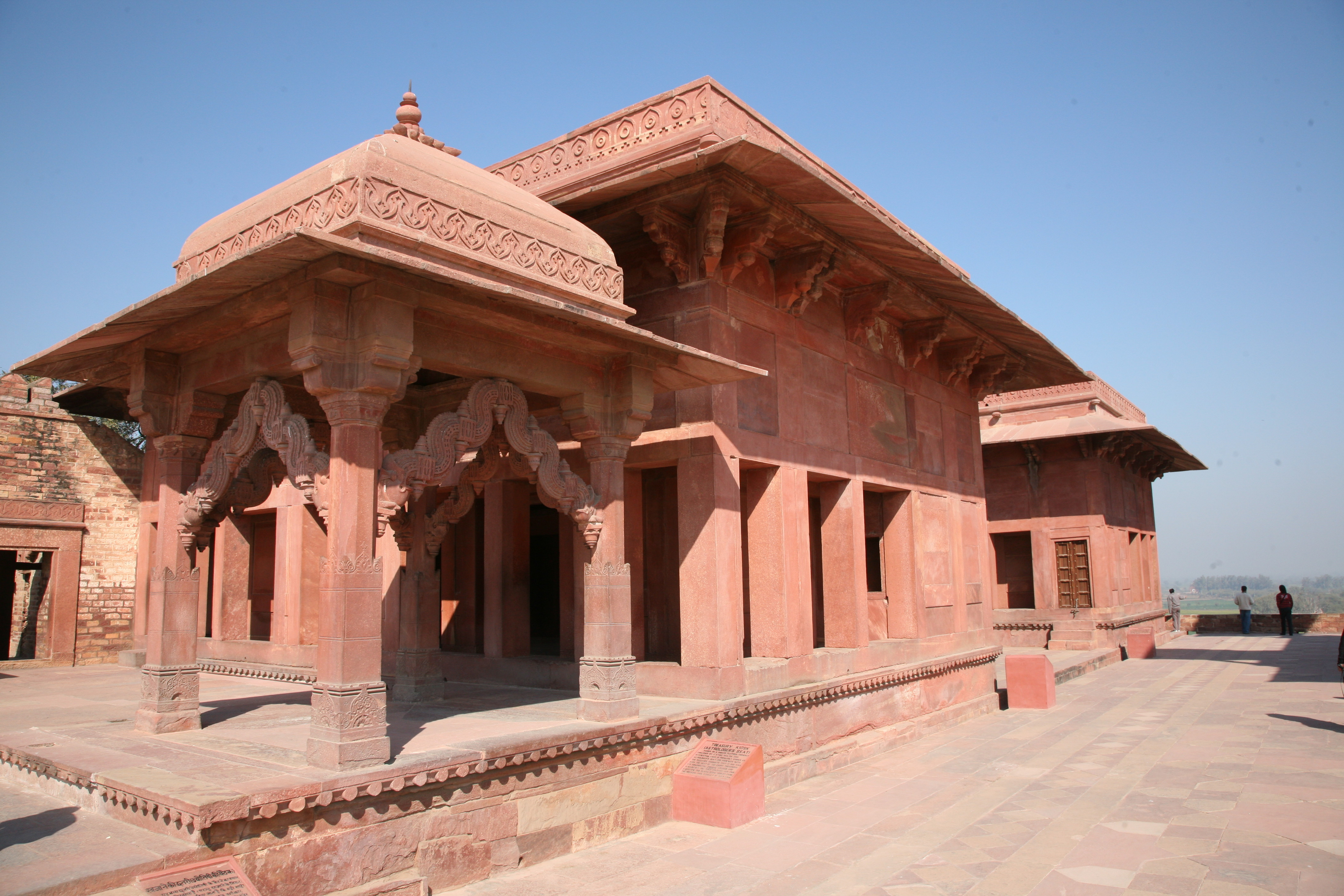
Le kiosque de l'astrologue
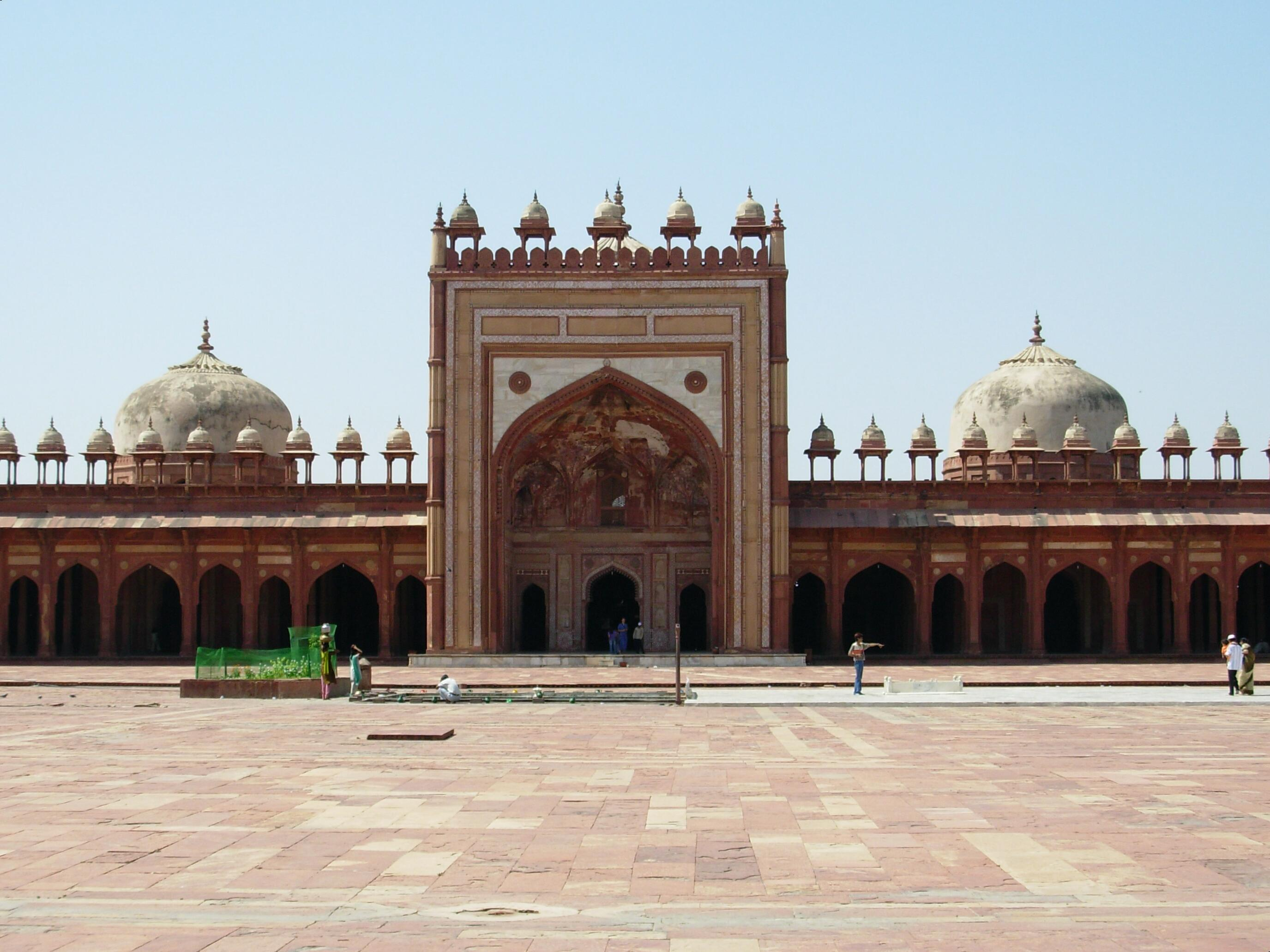
La Jama Masjid ou Grande mosquée
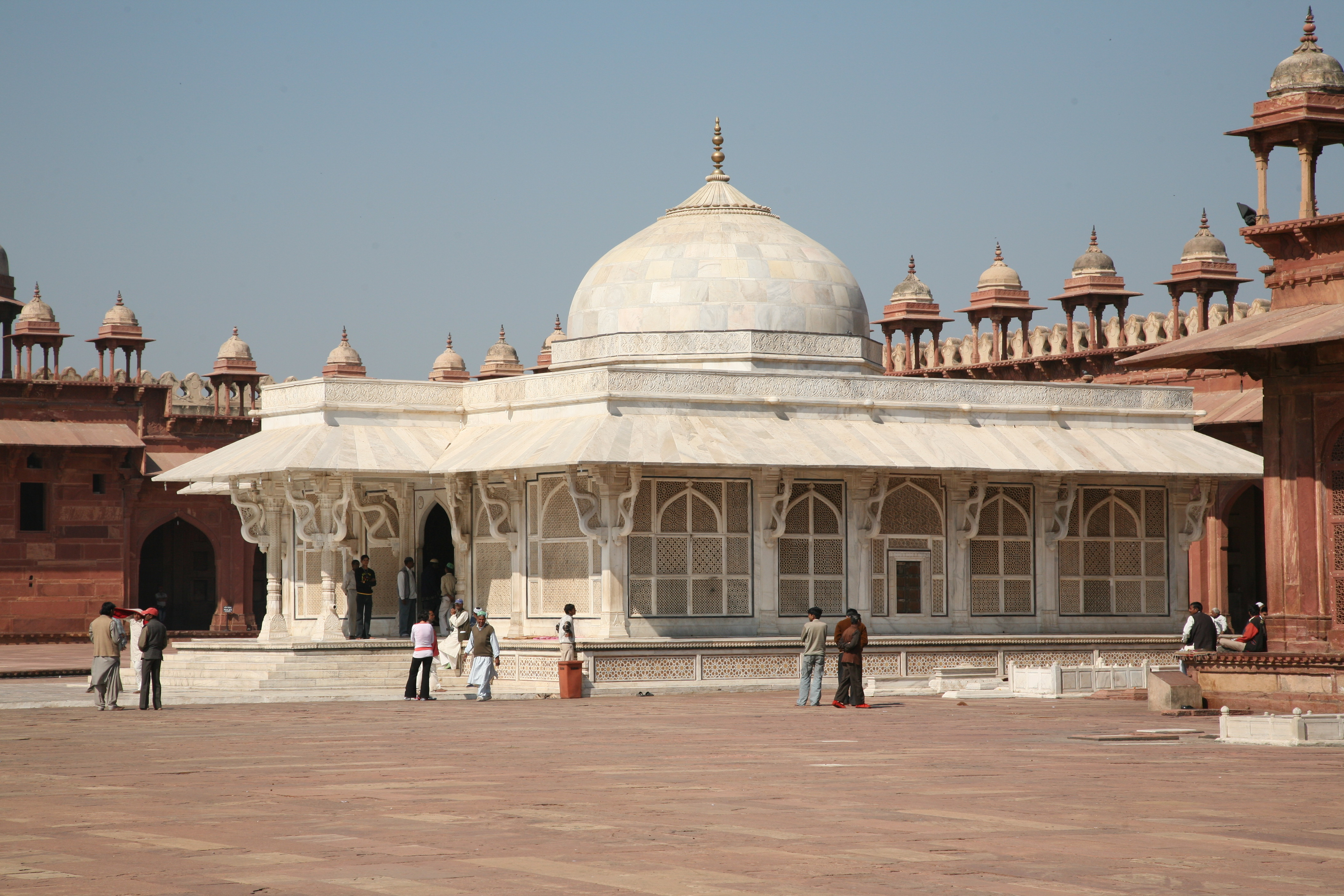
Le mausolée de Salim Chishti
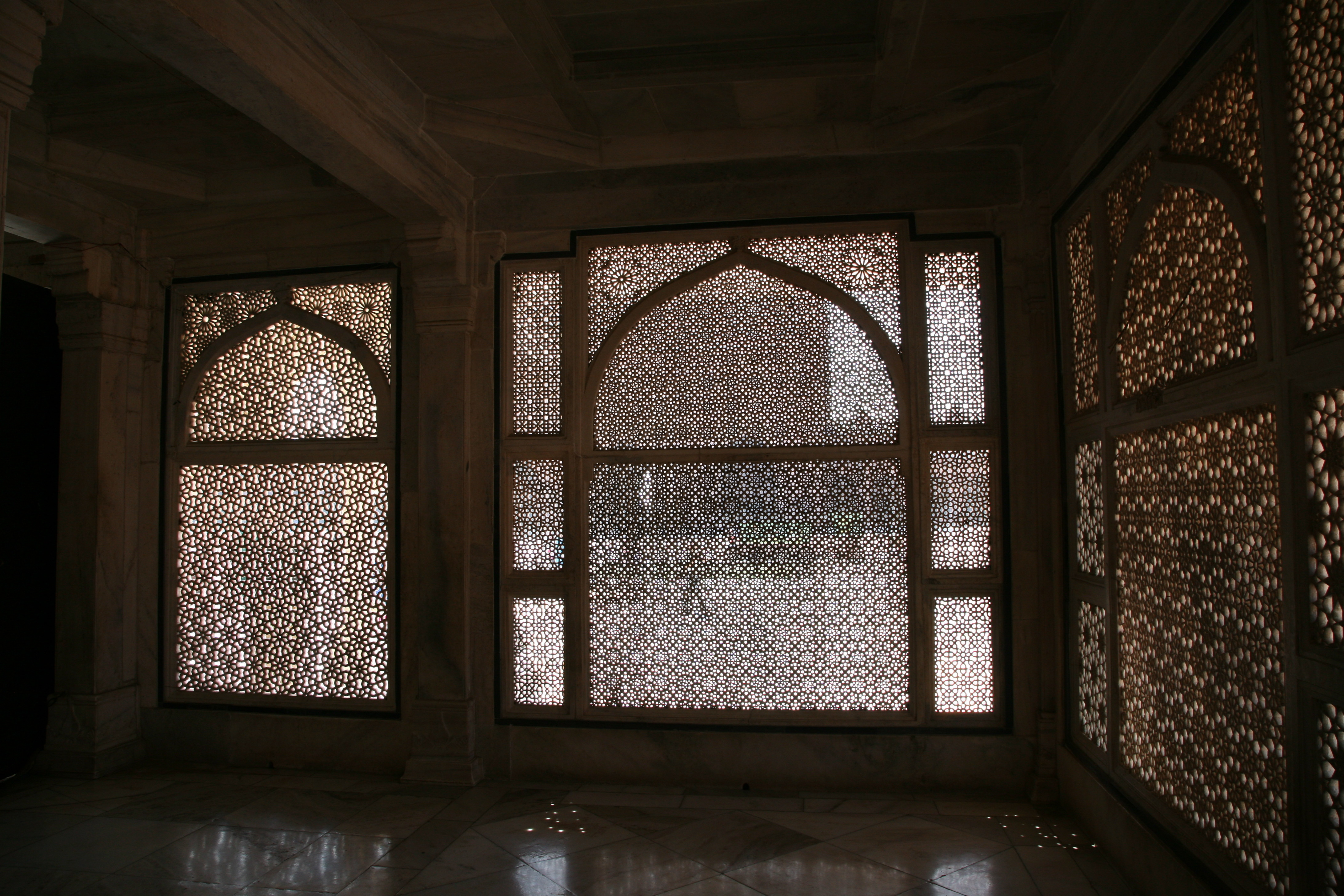
Le mausolée de Salim Chishti : vue depuis l'intérieur